# Campanula besenginica
Espèce
Classification phylogénétique
Campanula besenginica est une espèce végétale de la famille des Campanulaceae. C'est une campanule du centre du Caucase d'une quinzaine de centimètres, que l'on rencontre sur éboulis et roches acides vers 2500 m.
Depuis 2002, son nom est devenu Campanula bellidifolia subsp. besenginica (Fomin) Victorov, Novosti Sist. Vyssh. Rast. 34: 223 (2002).